# Andreas Fossli
Andreas Solstrand Fossli (28 luglio 1997) è un giocatore di calcio a 5 e calciatore norvegese, intermedio dell'Utleira e centrocampista dello Stjørdals-Blink.

## Carriera
Fossli è attivo sia nel calcio che nel calcio a 5. Per quanto concerne quest'ultima attività, ha vestito le maglie del Vegakameratene – nella Futsal Eliteserie – e dell'Utleira. Il 16 novembre 2016 è stato convocato per la prima volta dal commissario tecnico della Nazionale norvegese Sergio Gargelli in vista del Nordisk Mesterskap, competizione riservata alle selezioni nordeuropee. Il 1º dicembre ha effettuato il proprio esordio, nella vittoria per 2-0 contro la Danimarca.
Per quanto riguarda l'attività calcistica, Fossli ha giocato nelle giovanili dello Strindheim. È entrato poi in quelle del Nardo, prima di tornare allo Strindheim ed esordire in 3. divisjon in data 12 ottobre 2014, schierato titolare nella vittoria per 0-3 sul campo del Træff 2.
Nel 2015 è passato al Kvik, per cui ha debuttato il 21 marzo, schierato titolare nella sconfitta per 2-0 contro il Neset, sfida valida per il primo turno di qualificazione al Norgesmesterskapet. Il 18 aprile ha trovato la prima rete, nella sconfitta casalinga per 2-3 sull'Alvdal.
Il 12 febbraio 2016, il Byåsen ha ufficialmente ingaggiato Fossli. Ha disputato la prima partita in squadra il 9 aprile, subentrando a Marius Dalsaune Nossum nella sconfitta interna per 0-5 contro il Brattvåg. Il 13 agosto successivo ha trovato la prima rete, nel 5-1 inflitto al Nardo.
Il 17 novembre 2017 è stato reso noto il suo ritorno al Nardo, a partire dal 1º gennaio successivo.
Il 3 marzo 2023, Fossli è passato allo Stjørdals-Blink.

## Statistiche

### Presenze e reti nei club
Statistiche aggiornate al 24 gennaio 2018.
| Stagione      | Club          | Campionato    | Campionato | Campionato | Coppe nazionali | Coppe nazionali | Coppe nazionali | Coppe continentali | Coppe continentali | Coppe continentali | Supercoppe | Supercoppe | Supercoppe | Totale | Totale |
| Stagione      | Club          | Comp          | Pres       | Reti       | Comp            | Pres            | Reti            | Comp               | Pres               | Reti               | Comp       | Pres       | Reti       | Pres   | Reti   |
| ------------- | ------------- | ------------- | ---------- | ---------- | --------------- | --------------- | --------------- | ------------------ | ------------------ | ------------------ | ---------- | ---------- | ---------- | ------ | ------ |
| 2014          | Strindheim    | 3D            | 2          | 0          | CN              | 0               | 0               | -                  | -                  | -                  | -          | -          | -          | 2      | 0      |
| 2015          | Kvik          | 3D            | 24         | 9          | CN              | 1               | 0               | -                  | -                  | -                  | -          | -          | -          | 25     | 9      |
| 2016          | Byåsen        | 2D            | 19         | 1          | CN              | 0               | 0               | -                  | -                  | -                  | -          | -          | -          | 19     | 1      |
| 2017          | Byåsen        | 2D            | 12         | 2          | CN              | 2               | 0               | -                  | -                  | -                  | -          | -          | -          | 14     | 2      |
| Totale Byåsen | Totale Byåsen | Totale Byåsen | 31         | 3          |                 | 2               | 0               |                    | -                  | -                  |            | -          | -          | 33     | 3      |
| 2018          | Nardo         | 2D            | 0          | 0          | CN              | 0               | 0               | -                  | -                  | -                  | -          | -          | -          | 0      | 0      |
| Totale        | Totale        | Totale        | 57         | 12         |                 | 3               | 0               |                    | -                  | -                  |            | -          | -          | 60     | 12     |